# Distrito de Dongying
Dongying léase Dong-Yíng  (en chino: 东营区,pinyin: Dōngyíng shì, lit:campamento oriental) es un distrito urbano bajo la administración directa de la ciudad-prefectura de Dongying. Se ubica al norte de la provincia de Shandong, este de la República Popular China. Su área es de 1155 km² y su población total para 2010 fue +600 mil habitantes. 

## Administración
El distrito de Dongying se divide en 10 pueblos que se administran en 6 subdistritos y poblados.